# Mirosternus xanthostictus
Mirosternus xanthostictus là một loài bọ cánh cứng thuộc họ Ptinidae.